# Ji Virginis
Ji Virginis o Chi Virginis (χ Vir / 26 Virginis / HD 110014 / HR 4813) es una estrella situada en la constelación de Virgo.
Su magnitud aparente es +4,66 y se encuentra a 293 años luz del sistema solar.
Junto a ψ Virginis y otras estrellas adyacentes era conocida en China como Tsin Teen.
En 2009 se anunció el descubrimiento de un planeta extrasolar orbitando alrededor de esta estrella. El 19 de agosto de 2015, se confirmó la existencia de un segundo planeta extrasolar alrededor de la estrella.
Ji Virginis es una gigante naranja de tipo espectral K2III con una temperatura efectiva de 4445 ± 70 K, aunque otras fuentes dan una cifra inferior de 4379 K.
Sus características son semejantes a las de la brillante Arturo (α Bootis), si bien está 8 veces más alejada que esta.
Con un radio 21 veces más grande que el radio solar, su velocidad de rotación proyectada es de 2,0 km/s. Su metalicidad, dato relacionado con la presencia de sistemas planetarios, es superior a la solar ([Fe/H] = +0,19). Tiene una masa estimada entre 1,9 y 2,4 masas solares y una edad aproximada de 950 ± 400 millones de años.

## Sistema planetario
En 2009 se descubrió un planeta extrasolar masivo orbitando en torno a Ji Virginis. El planeta, detectado mediante variaciones en la velocidad radial, tiene una masa mínima 11,1 veces mayor que la masa de Júpiter.
Se mueve a lo largo de una órbita excéntrica (ε = 0,46) a una distancia media de 2,14 UA respecto a la estrella. Su período orbital es de 835,5 días.
Una vez eliminadas las perturbaciones producidas por Ji Virginis b, los análisis residuales mostraban una segunda variabilidad en la velocidad radial; en agosto de 2015 se confirmó que corresponde a la presencia de un segundo planeta extrasolar en torno a la estrella, HD 110014 c.
| Acompañante (En orden desde la estrella) | Masa (MJ)  | Período orbital (días) | Semieje mayor (UA) | Excentricidad |
| ---------------------------------------- | ---------- | ---------------------- | ------------------ | ------------- |
| b                                        | > 11,1 ± 1 | 835,48 ± 6             | 2,14 ± 0,03        | 0,462 ± 0,069 |
| c                                        | > 3        | 133                    | N/A                | N/A           |